# 蛾
蛾是屬於鱗翅目的一類昆蟲，俗稱飛蛾、蛾子、撲楞蛾子，台語音：ia̍h-á（蛾仔）。在生物分類學中是指鱗翅目中排除了蝴蝶（即鳳蝶總科，Papilionoidea）後剩下所有昆蟲物種之總稱。大多數蛾類成蟲主要在夜間活動，静止时多數將翅膀攤開在身體兩側，且許多物種的翅膀上具有可以嚇阻敵人的似眼花紋。不過也不乏日行性、停棲時翅膀像蝴蝶般折疊立起的種類。
從支序分類學的角度來看，蝴蝶完全是蛾類的一個子類群，因此「蛾」所指的物種範疇是一個並系群。鱗翅目在過往依照觸角形態分為異角亞目（Heterocera，即蛾類）和錘角亞目（Rhopalocera，蝴蝶），但由於異角亞目並非單系群，該分類目前已不再使用。

## 生活史
蛾屬於完全變態昆蟲，第一步是从卵孵化成幼虫（稱為毛虫），开始進食；幼虫經過多次蛻皮，體型隨著齡期增長而逐漸變大，发育到一定程度時就會停止進食，開始吐絲作茧把自己包覆起来，並在繭內蛻变成蛹。蛹在茧裏发育成蛾後，蛾會吐出鹼性液體使繭軟化，並破繭而出。大部分的蛾寿命不超过一年，它們在死亡之前进行交配。雌性飞蛾通常把卵产在幼蟲食草（寄主植物）的叶子上。毛虫孵化之后，这片叶子就成了它们的第一顿食物。

## 食性
蛾類幼蟲長有咀嚼式口器，絕大多數為植食性，以植物的葉子為食。成蟲無法咀嚼食物，而用类似吸管的虹吸式口器吮吸花蜜、樹汁和水分等，亦有一些種類在成蟲階段不進食。

## 經濟重要性
蛾類的幼蟲在世界許多地方都被認為是農業上的害蟲。舞毒蛾（Lymantria dispar）在美國東北部造成嚴重的森林損害，在當地屬於外來種。蘋果蠹蛾（Cydia pomonella）在適當的溫度下會造成大規模的損害，特別在果園。在熱帶和亞熱帶地區，小菜蛾（Plutella xylostella）或許是十字花科蔬菜最嚴重的害蟲。
一些蛾類被當作經濟動物飼養，如家蠶（Bombyx mori）。並非所有的絲都由家蠶所製造，數個天蠶蛾科的物種也被飼養來產絲，如眉紋天蠶蛾（Samia cynthia）、姬透目天蠶蛾（柞蠶，Antheraea pernyi）、鉤翅大蠶蛾（琥珀蠶，Antheraea assamensis）和大透目天蠶蛾（日本天蠶，Antheraea yamamai）等。人们用蚕丝纺织成精美而昂贵的纺织品。
Mopane幼蟲（Gonimbrasia belina，天蠶蛾科屬的蛾類幼蟲）在非洲南部被作為重要的蛋白質食物來源之一。

## 趨光性
蛾類從旁觀者看來，好像自然地會被光所吸引；但事實上更準確的說法是“因為飛蛾頭暈搞不清楚方向”而圍繞著明亮的物體盤旋。蛾類利用光線來做為羅盤導航，且進化成會利用眼睛裡固定的部分來接受光線。只要光源十分遙遠像是太陽或月亮，飛蛾眼裡所接收到的光的角度會近乎一致地平行，這時飛蛾只要大約朝直線方向行進，視覺成像就能維持不變。但當光源非常接近時，如果飛蛾依舊直線地行進，在移動的每一瞬間其所接收到的光的角度都在改變。所以飛蛾為了要去適應這種改變，就會變成從旁觀者看來好像是螺旋狀地朝光源前進。

## 文学形象
因为蛾类的趋光性，经常将灯光及火光误以为月光并向其中飞去，故此中国歇后语当中有“飞蛾扑火——自取灭亡”之说。

## 圖集

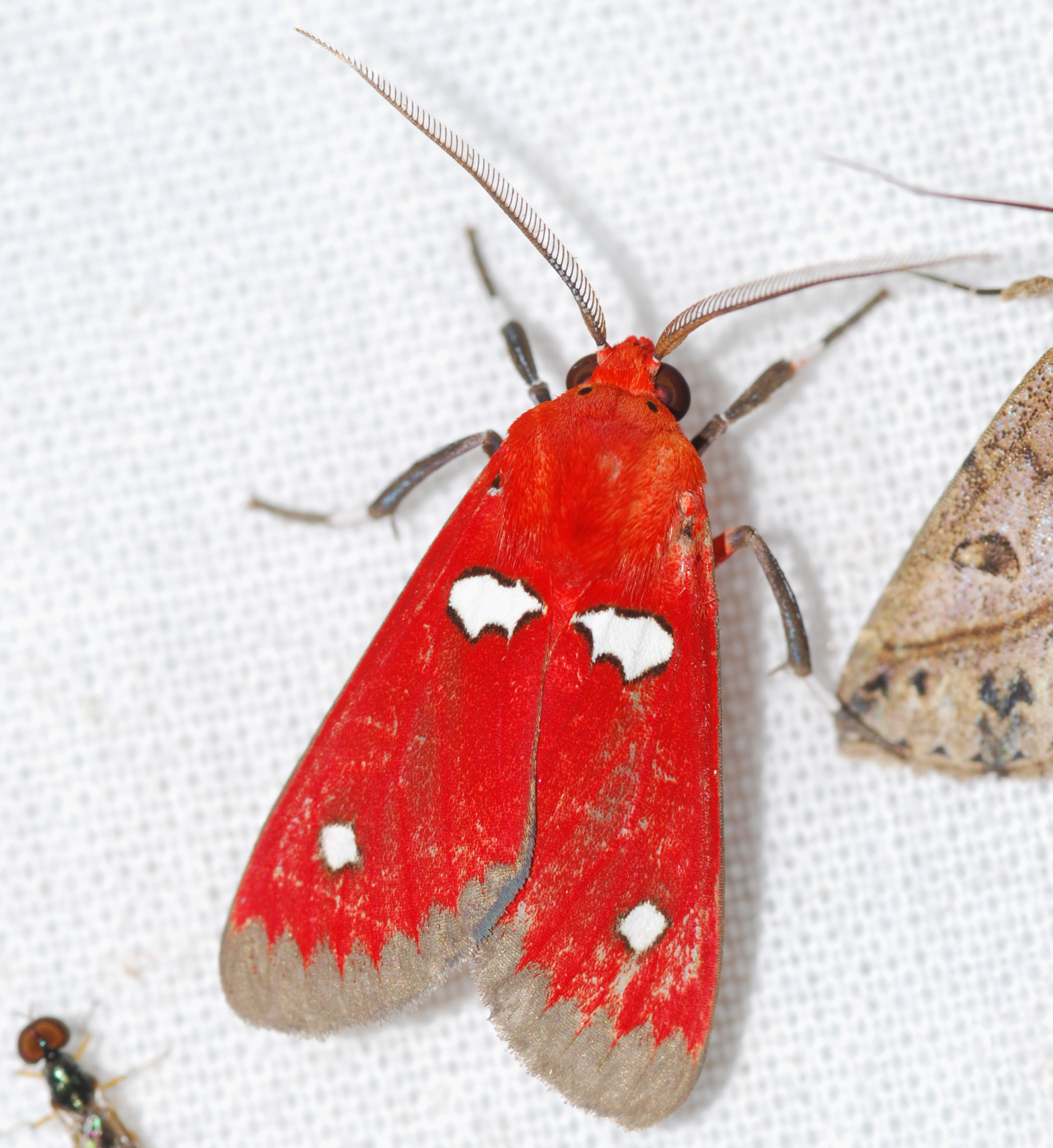
Hyperthaema hoffmannsi（裳蛾科）
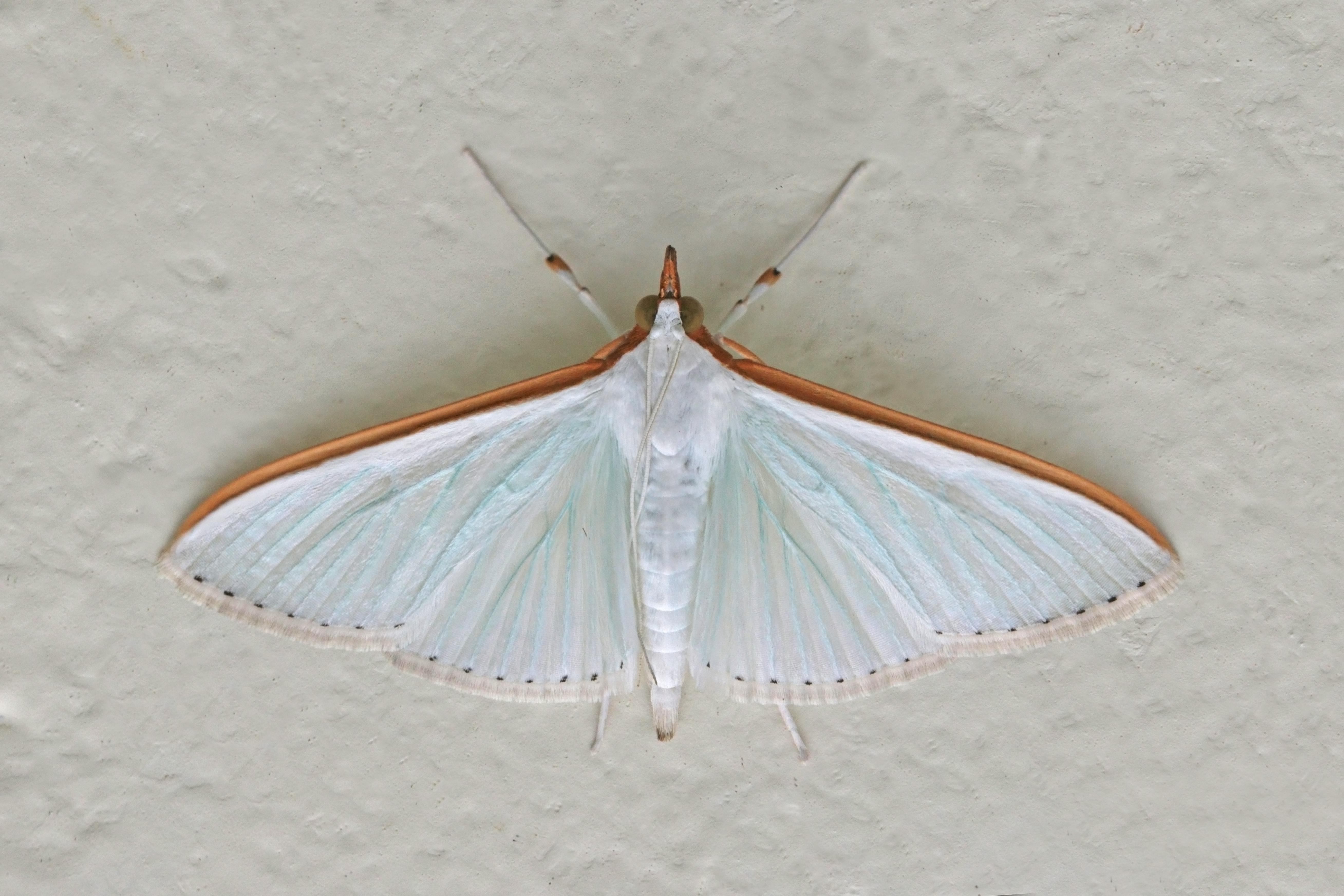
Diaphania glauculalis（草螟科）
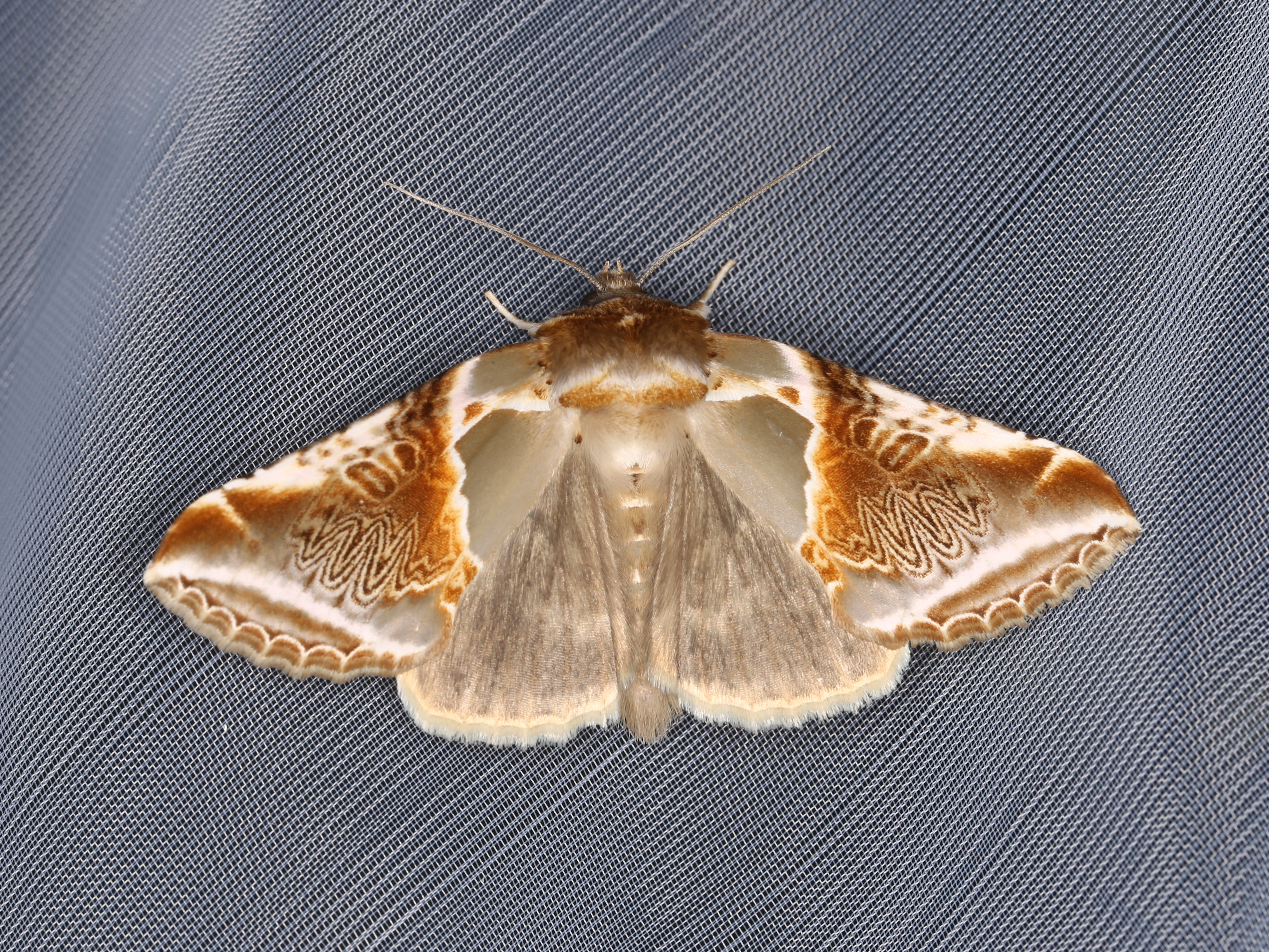
Habrosyne pyritoides（钩蛾科）
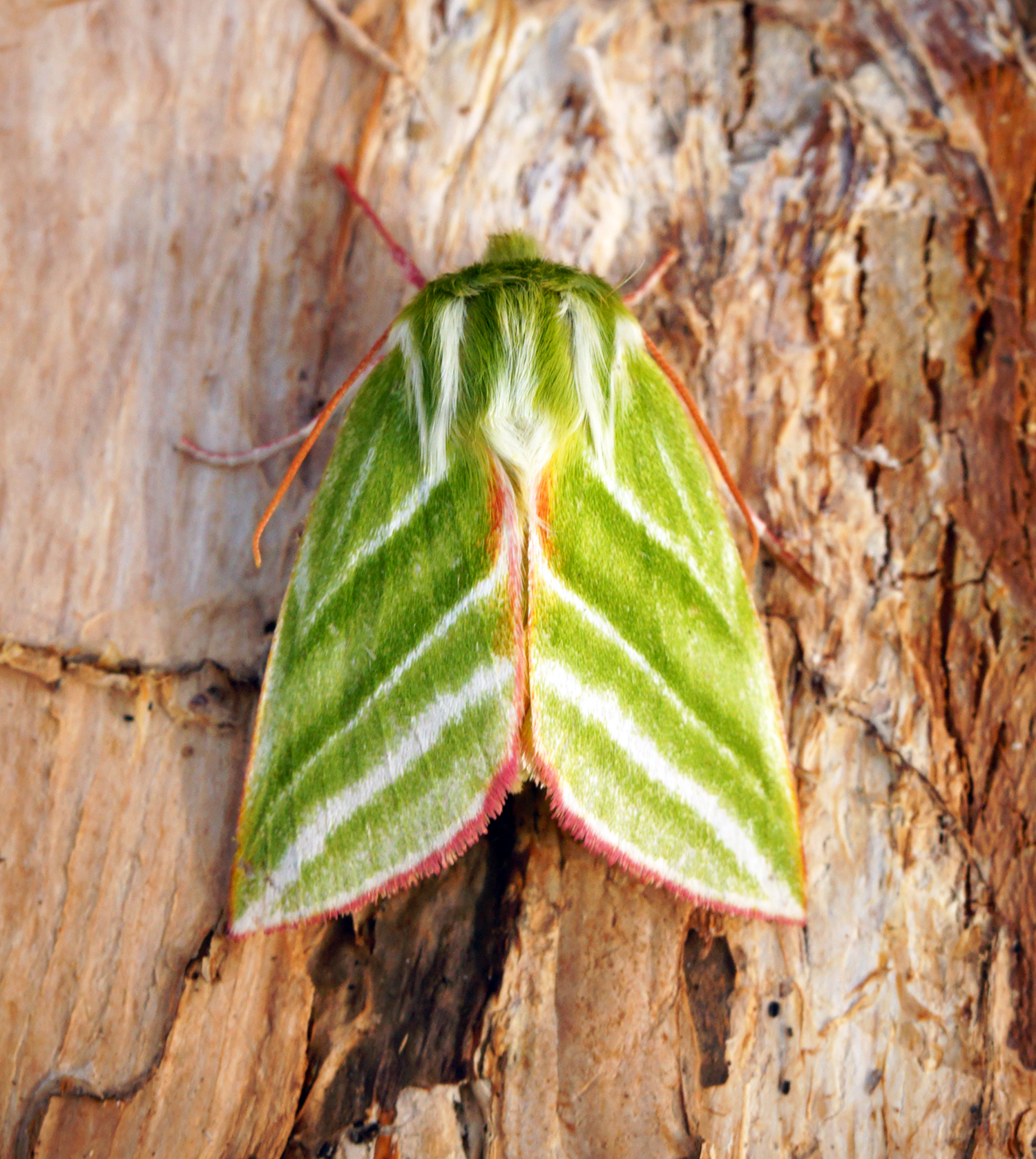
飾瘤蛾（英语：Pseudoips prasinana）（瘤蛾科）
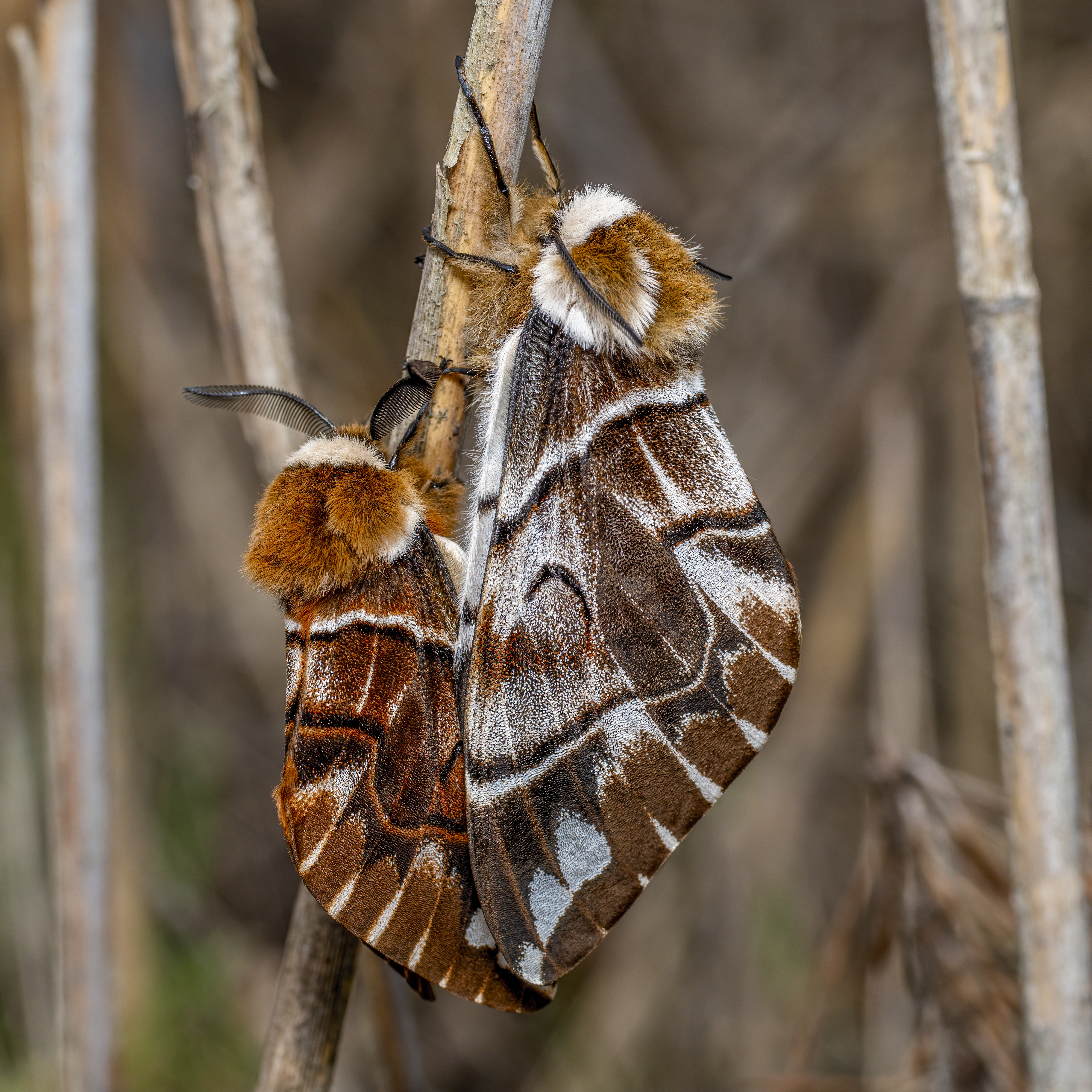
Endromis versicolora（樺蛾科（英语：Endromidae））
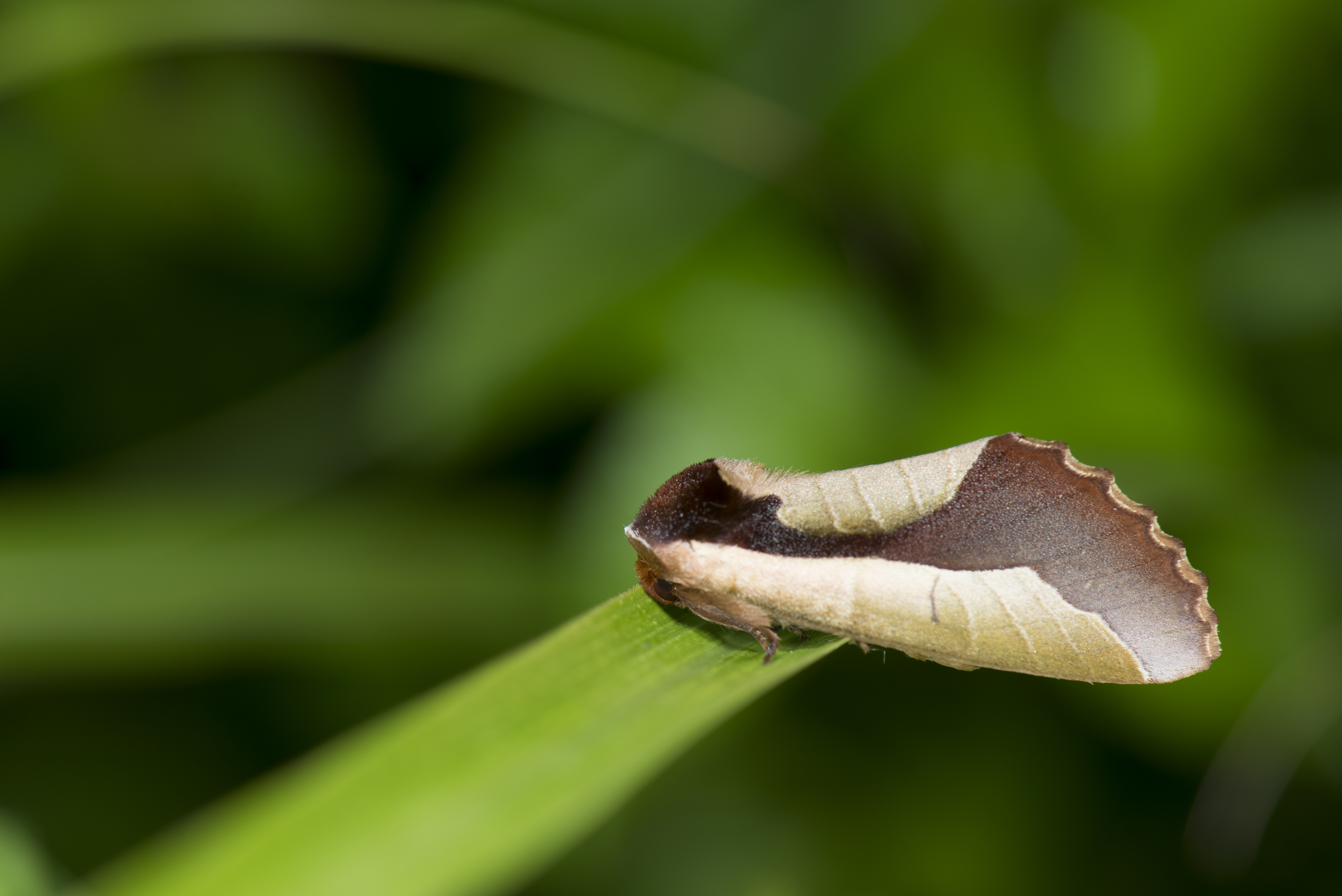
雙色美舟蛾（英语：Uropyia meticulodina）（舟蛾科）
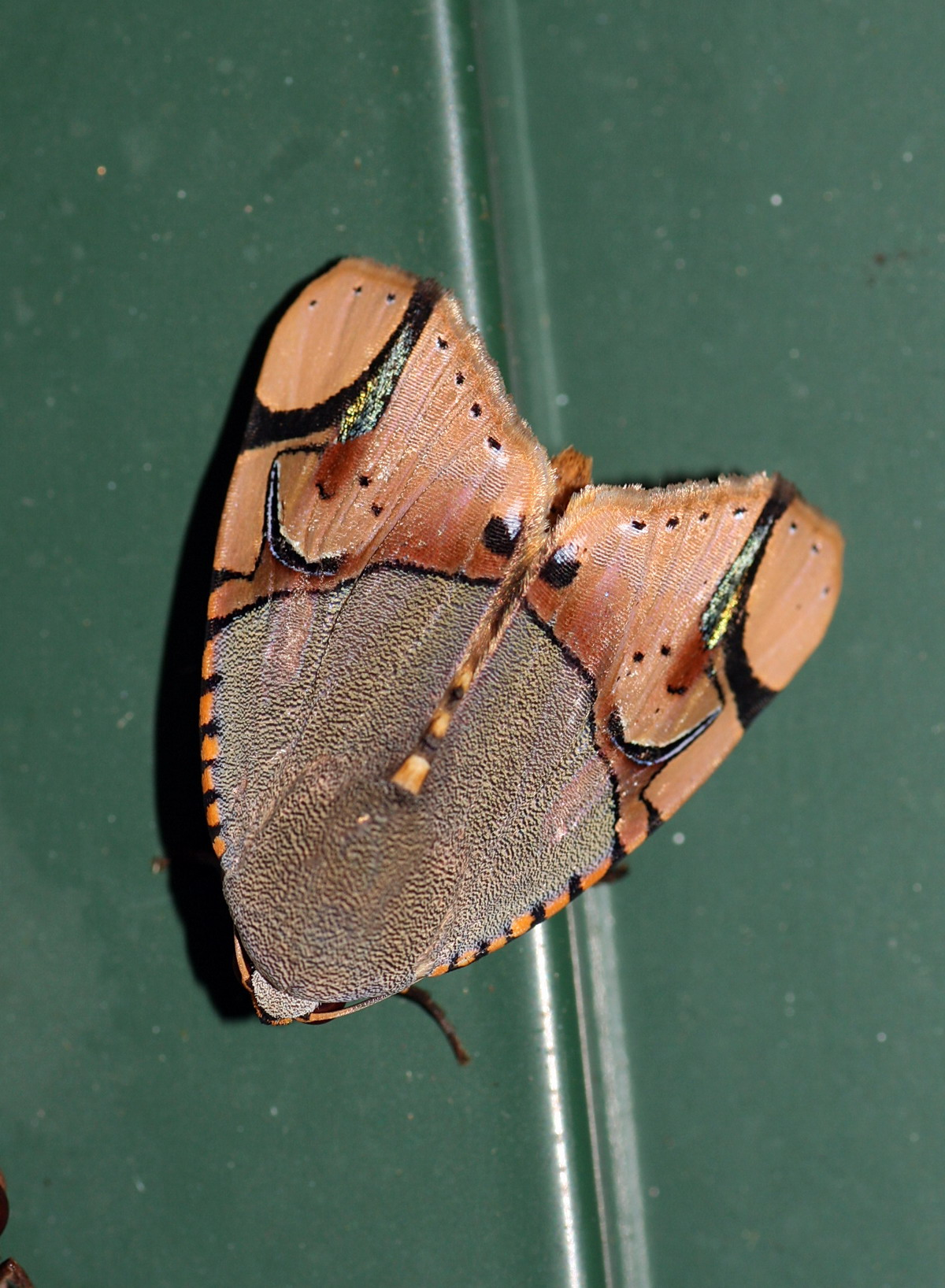
枝夜蛾（英语：Ramadasa pavo）（夜蛾科）
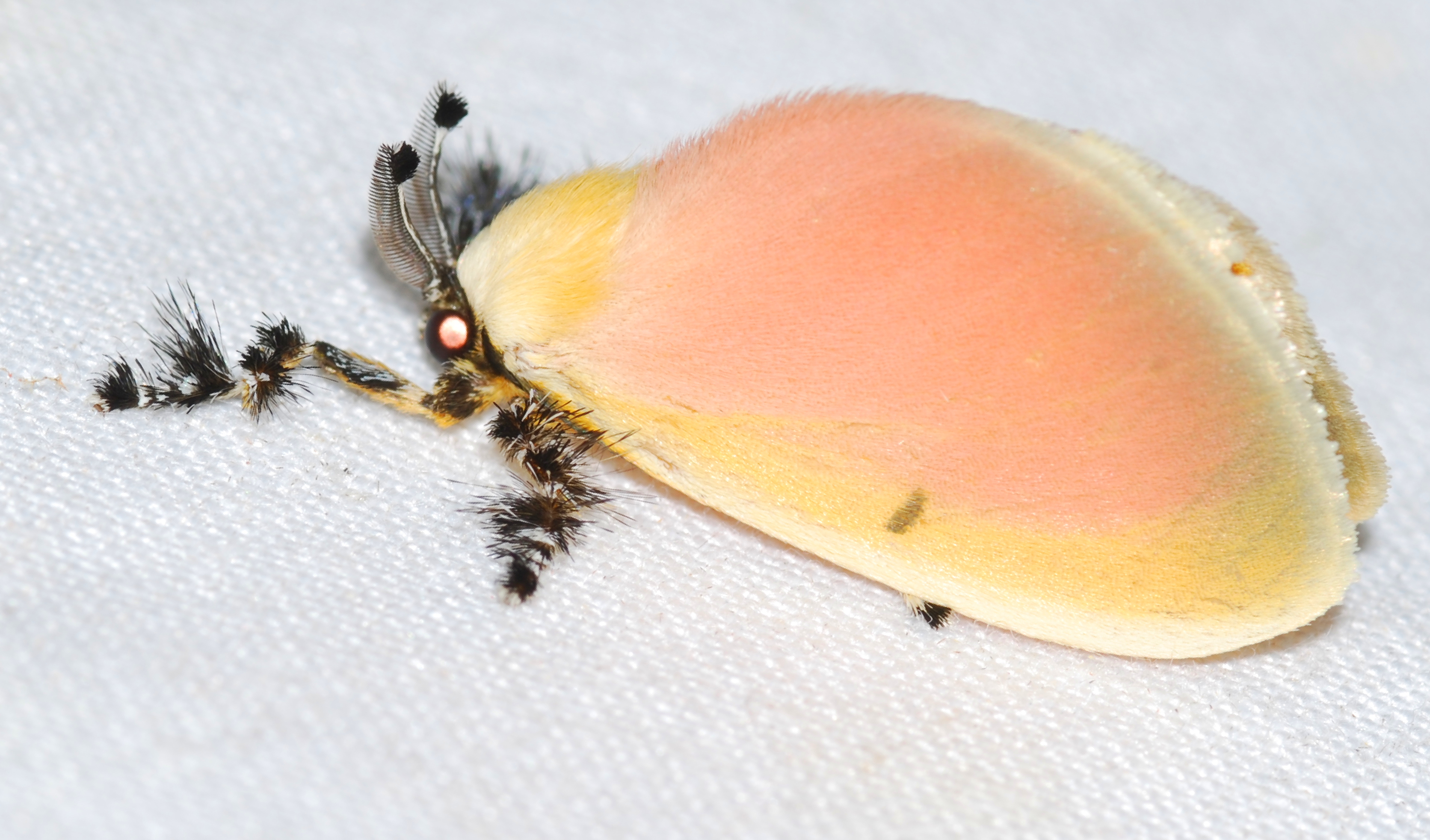
Dalcera abrasa（亮蛾科）
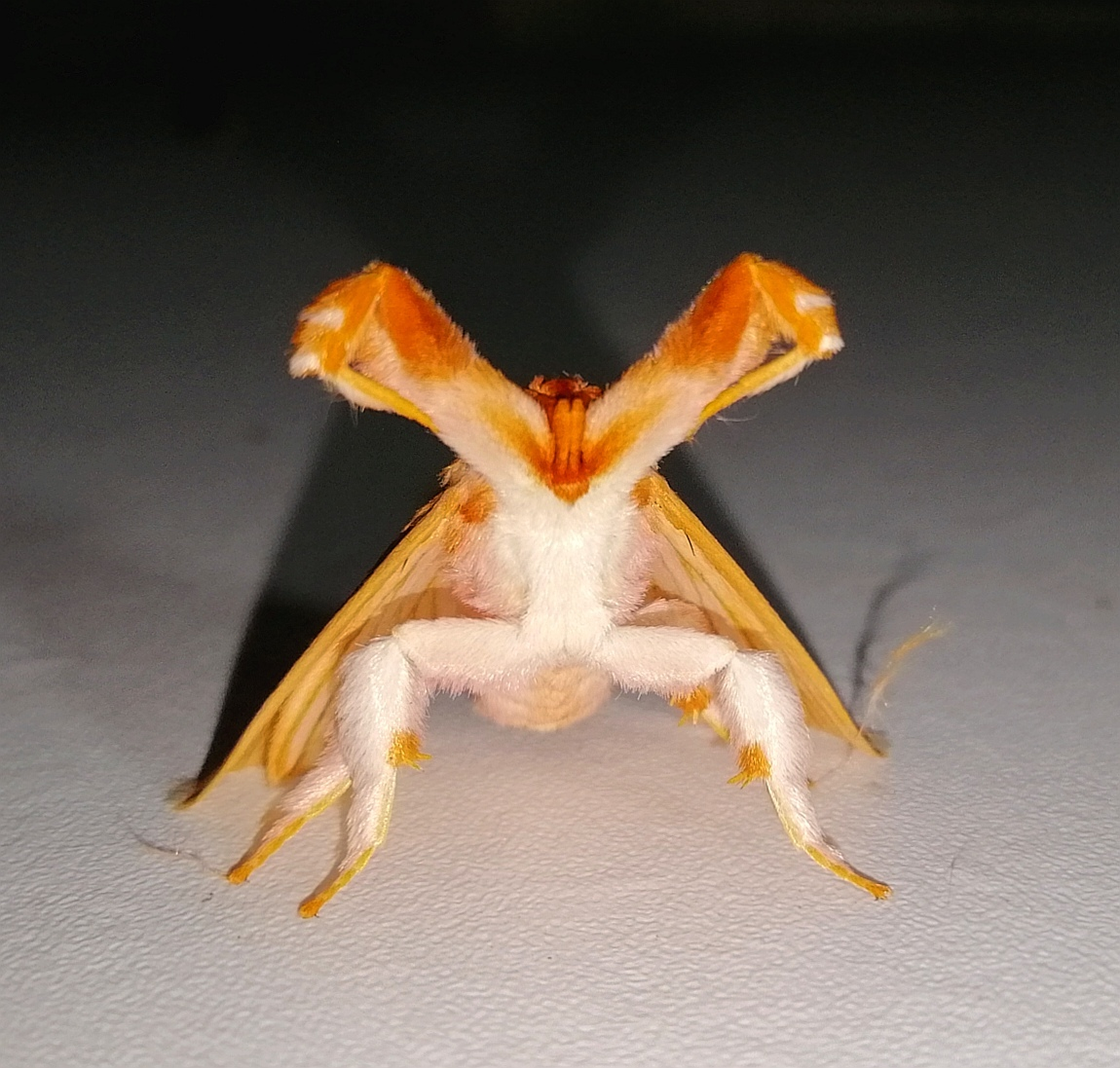
Perola villosipes（刺蛾科）
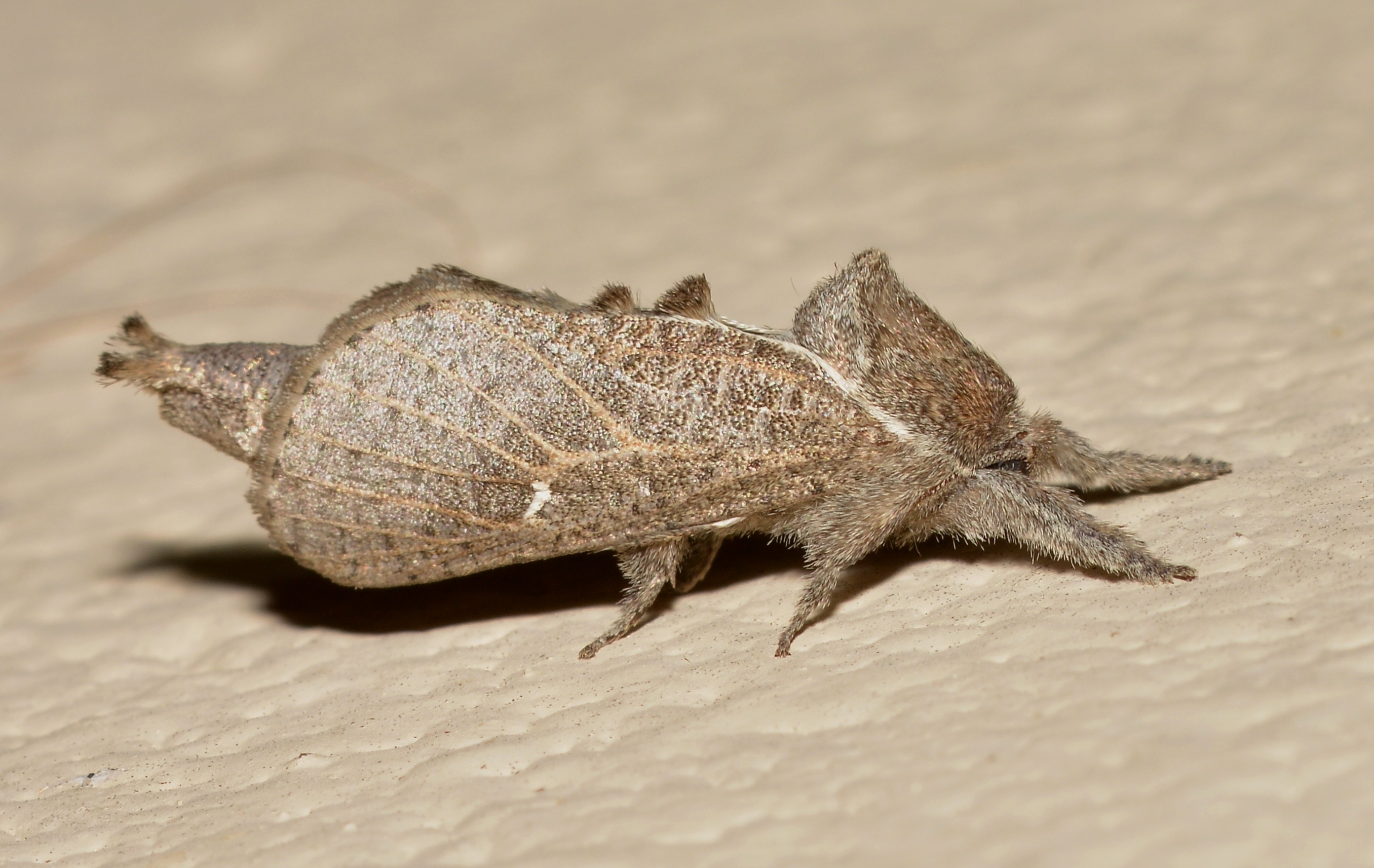
Givira anna（木蠹蛾科）
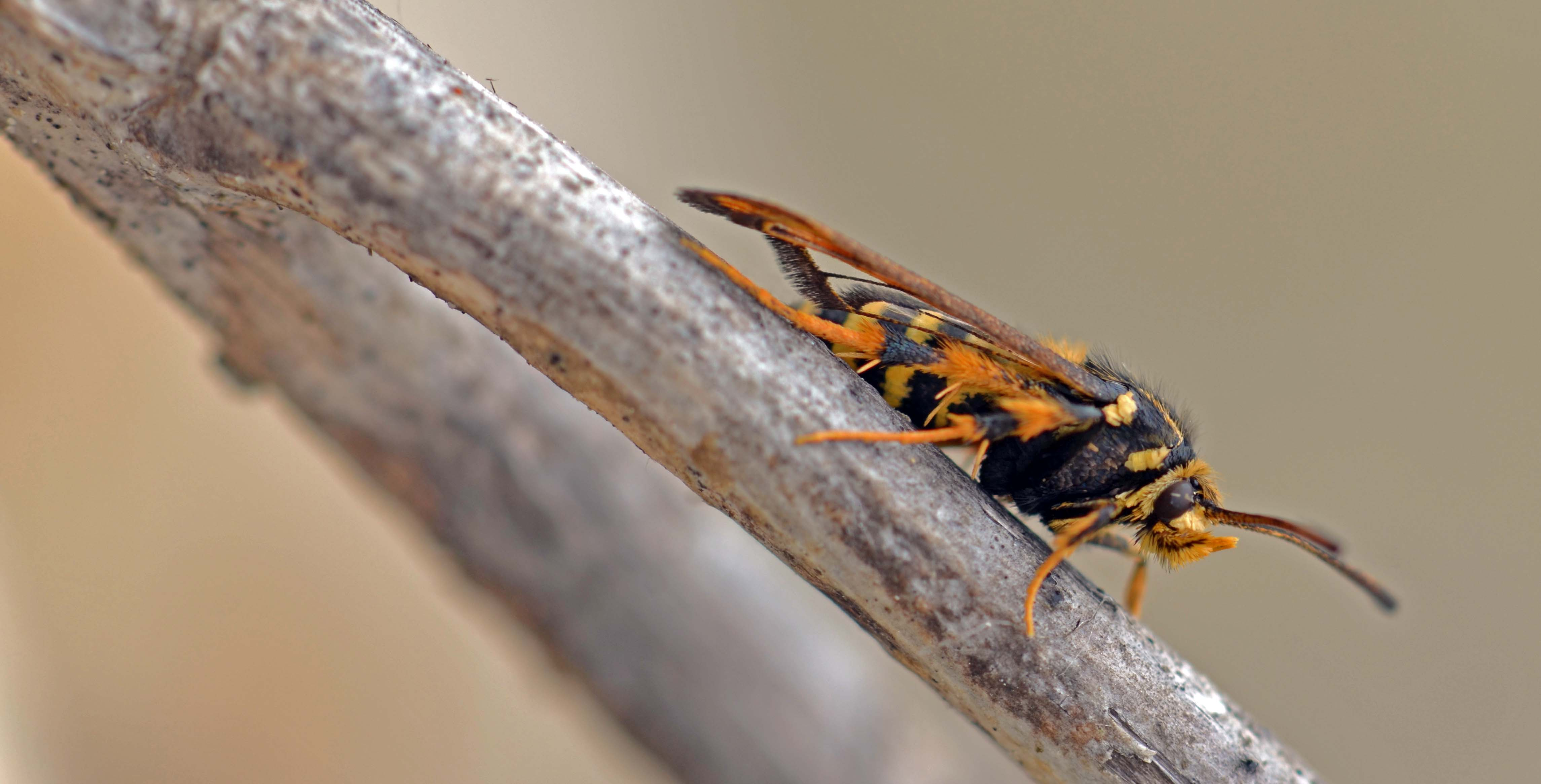
Bembecia ichneumoniformis（透翅蛾科）
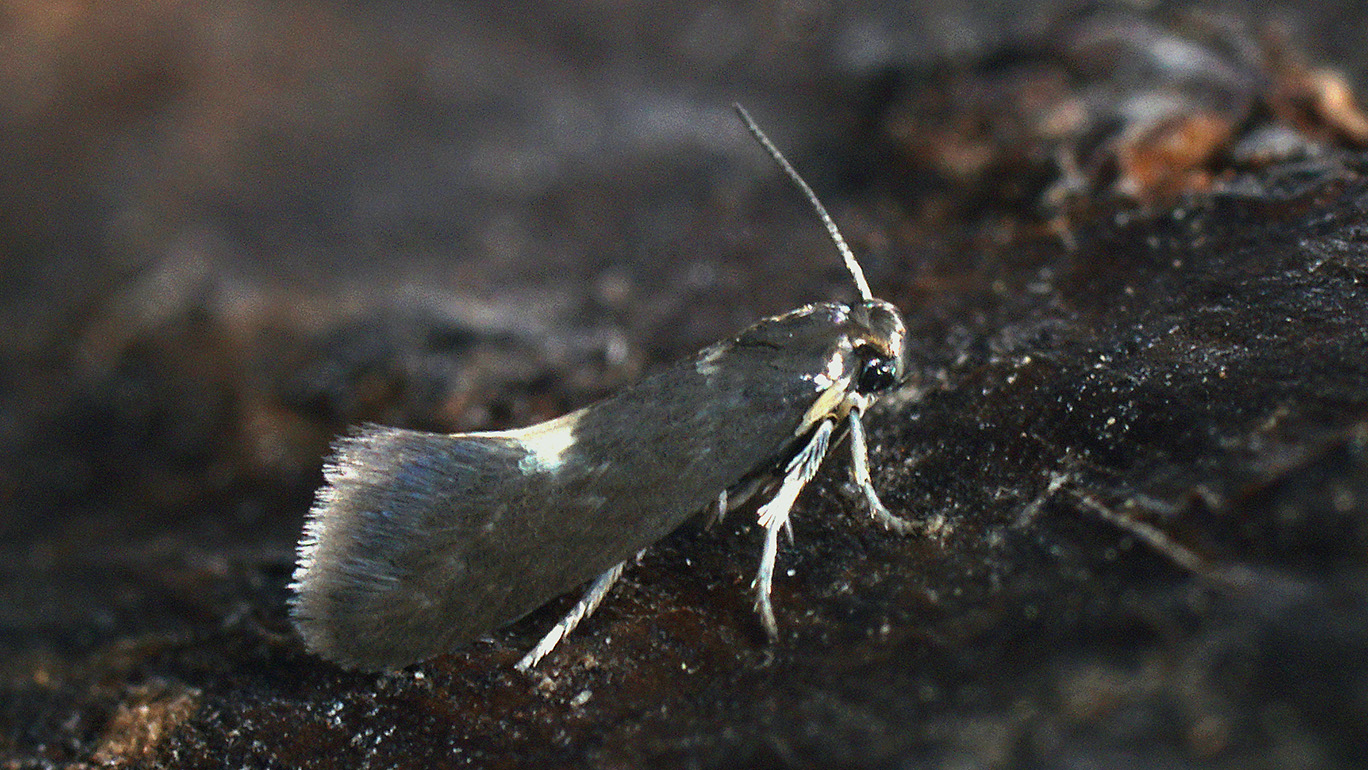
日蛾屬（英语：Heliozela）未定種（日蛾科）
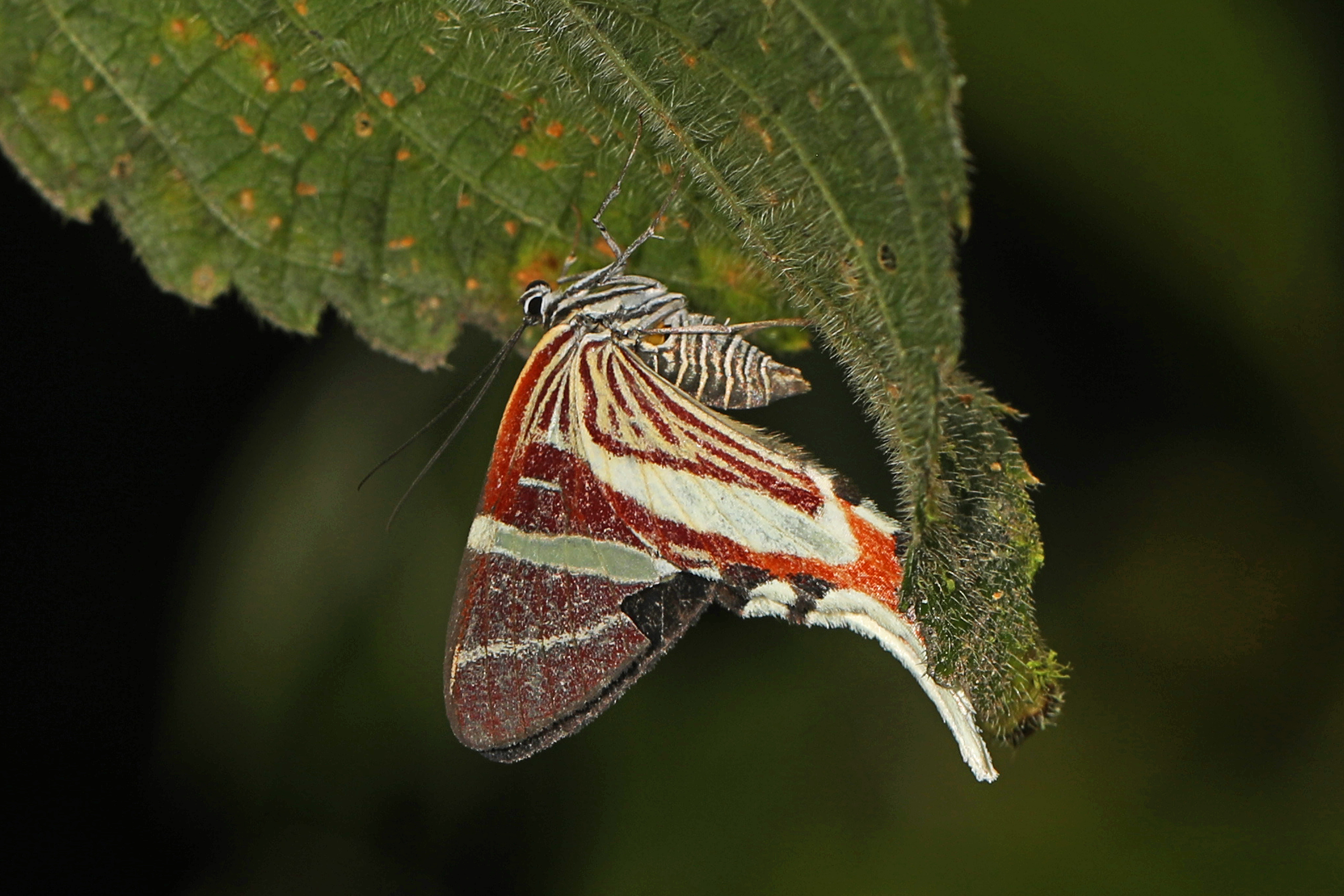
燕尺蛾屬（英语：Erateina）未定種（尺蛾科）
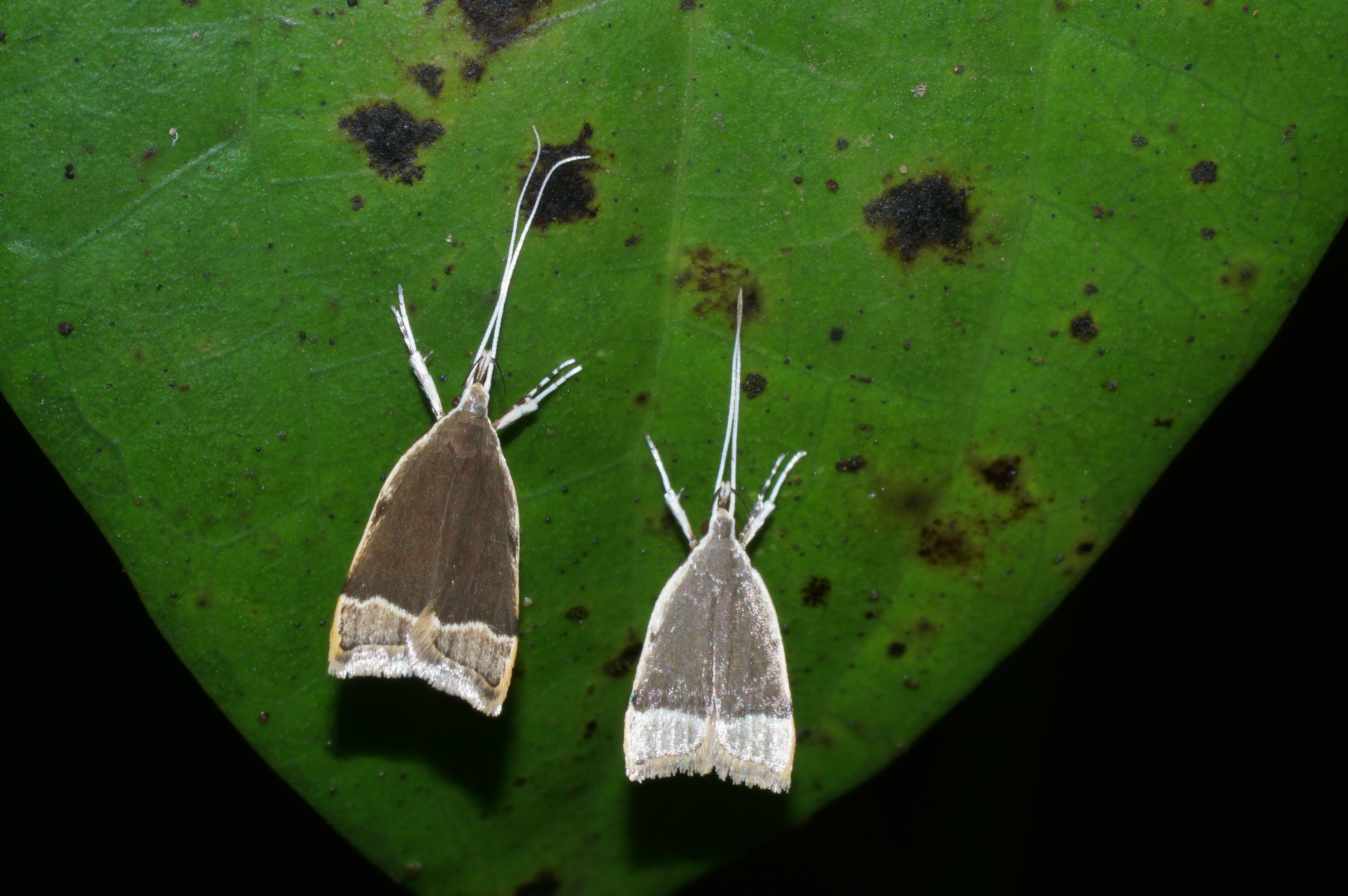
Lecithocera tenella（折角蛾科）
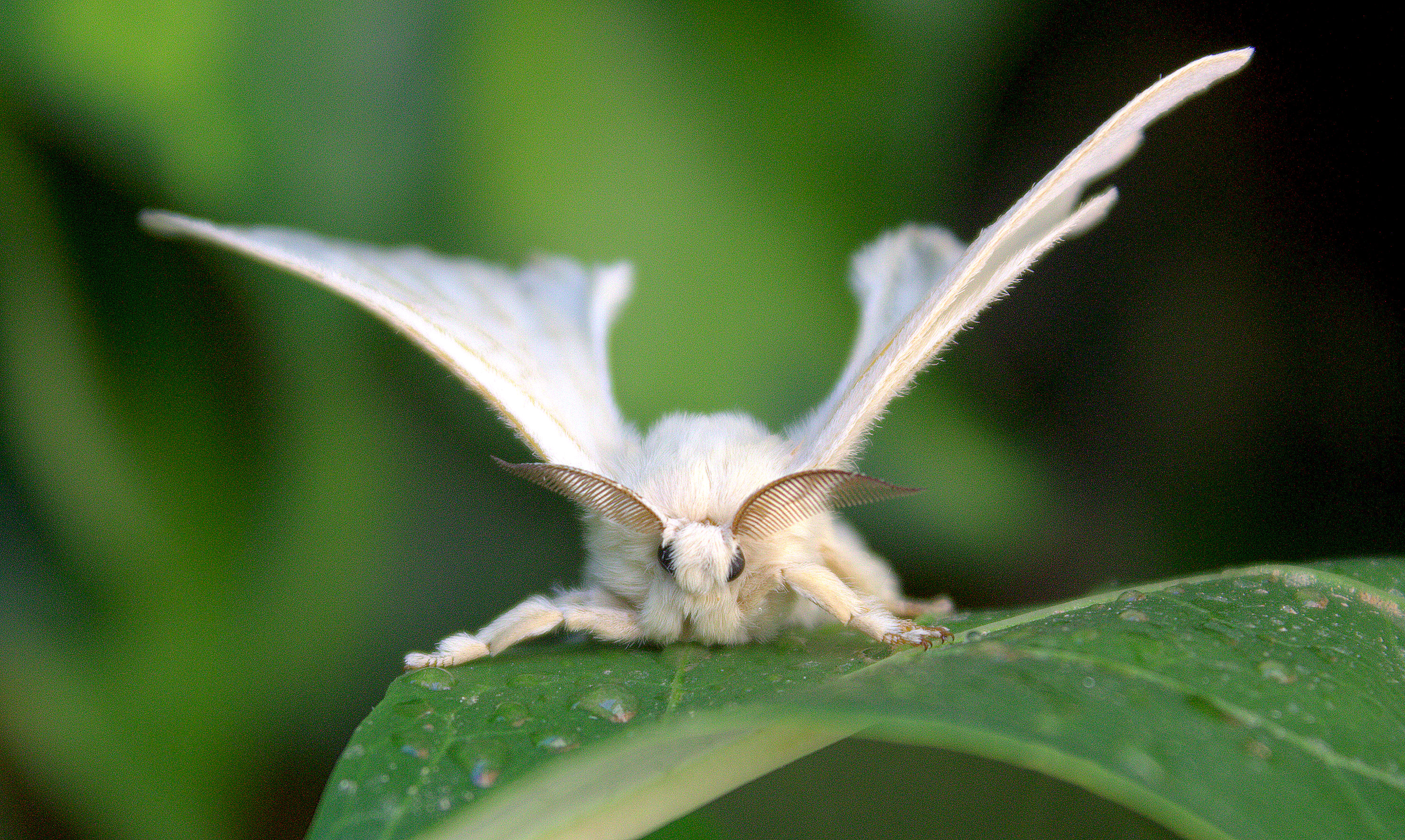
家蠶（蠶蛾科）
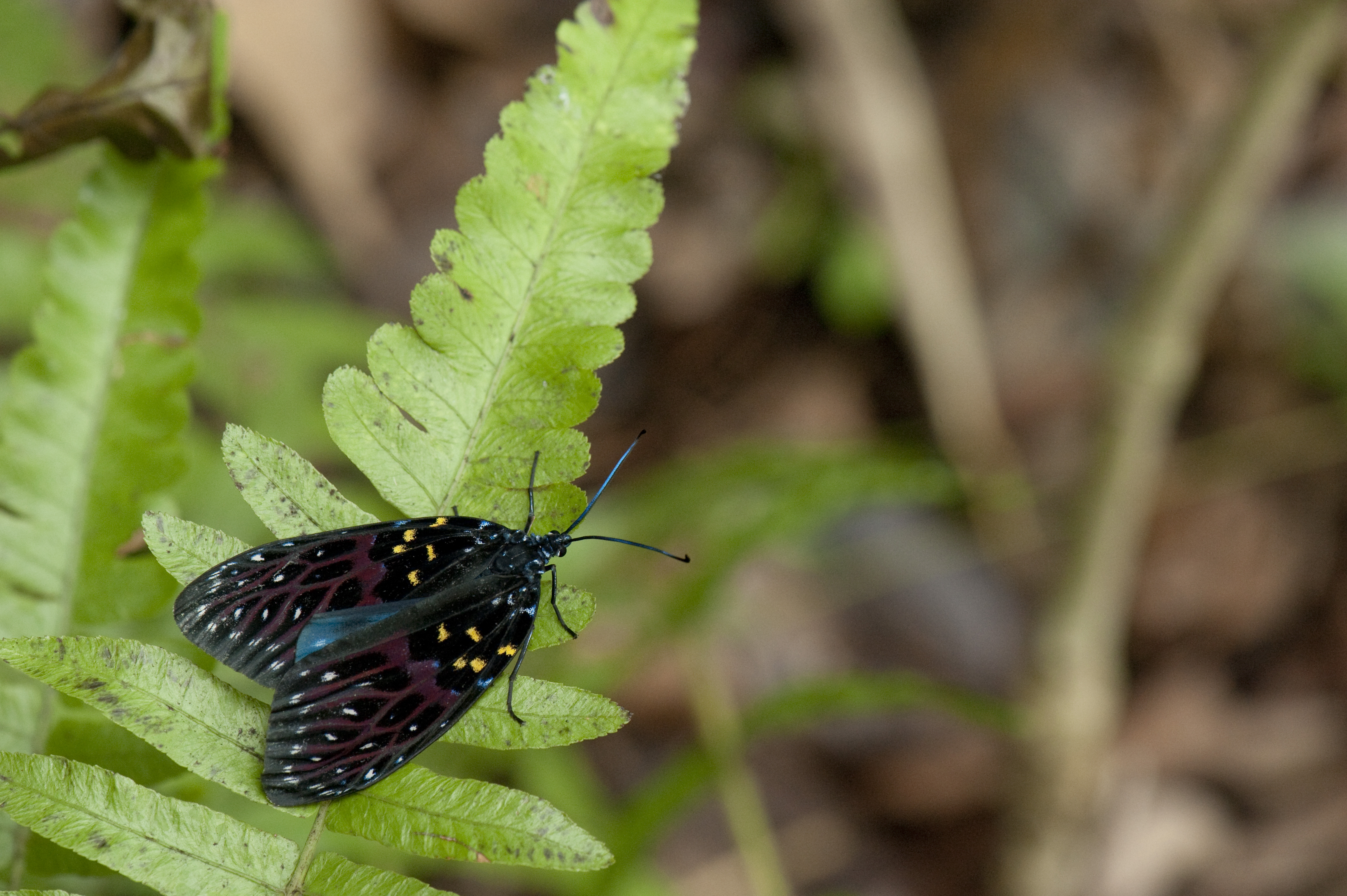
釉彩螢斑蛾（英语：Amesia sanguiflua）（斑蛾科）
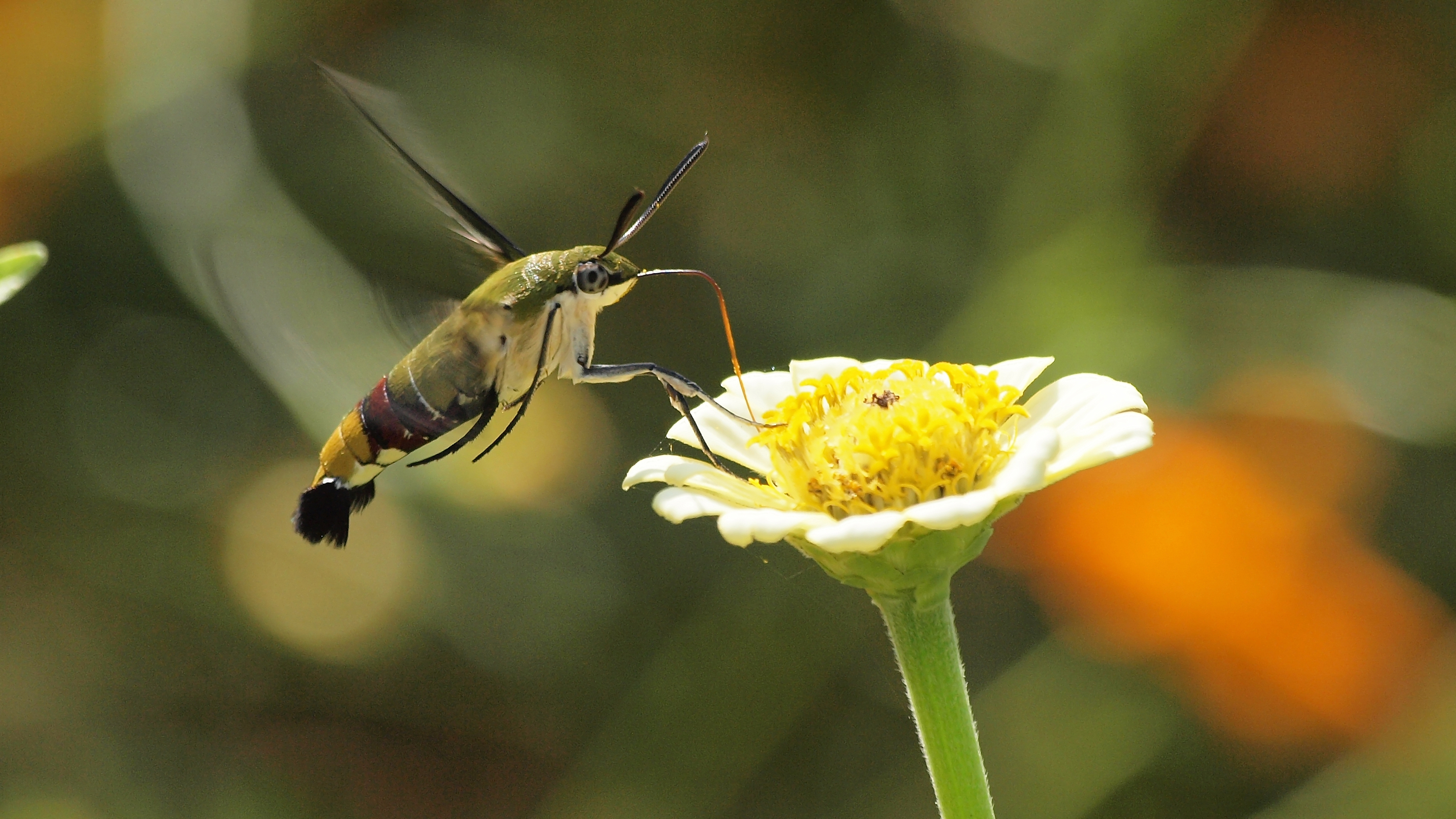
大透翅天蛾（英语：Cephonodes hylas）（天蛾科）
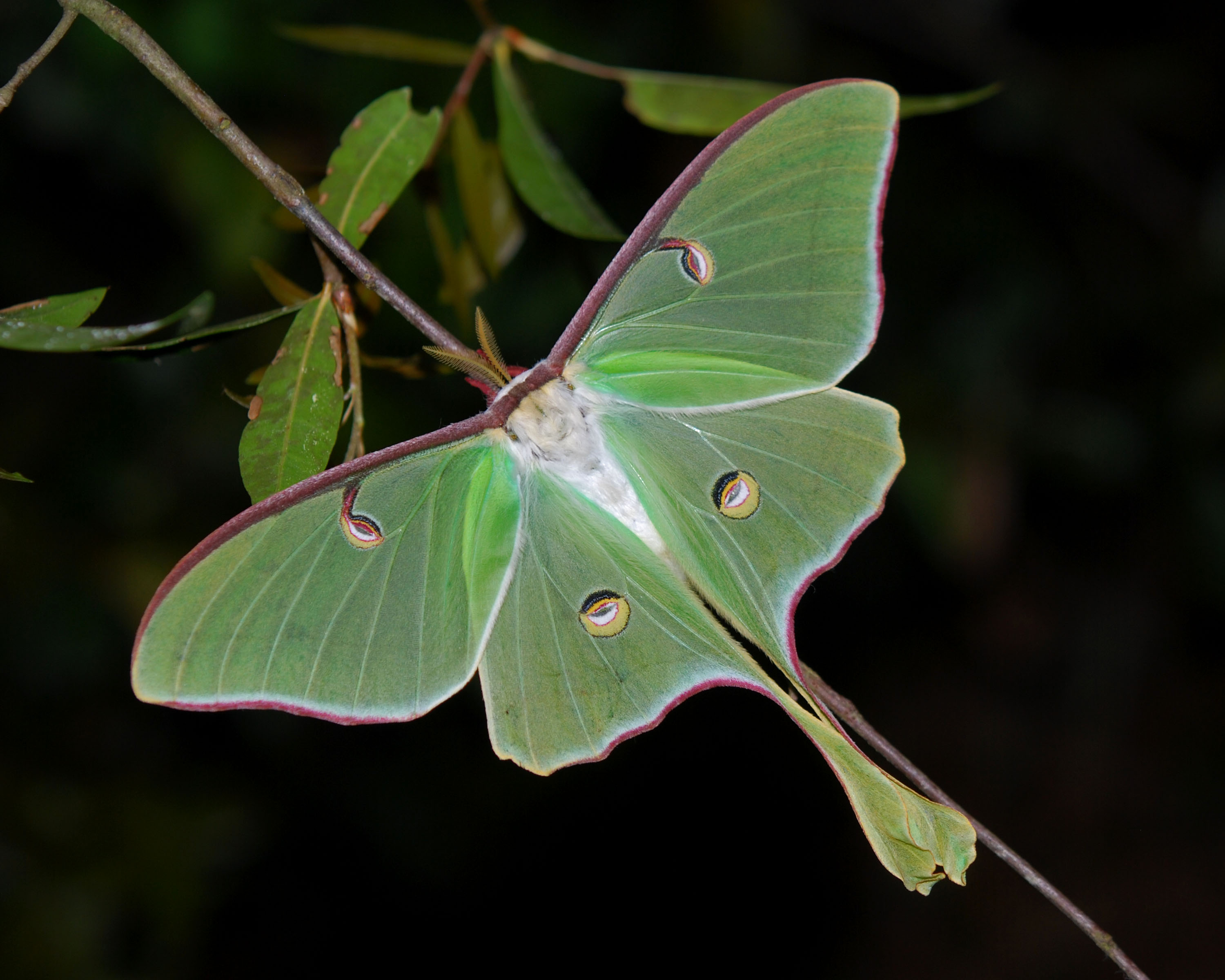
Actias luna（天蠶蛾科）
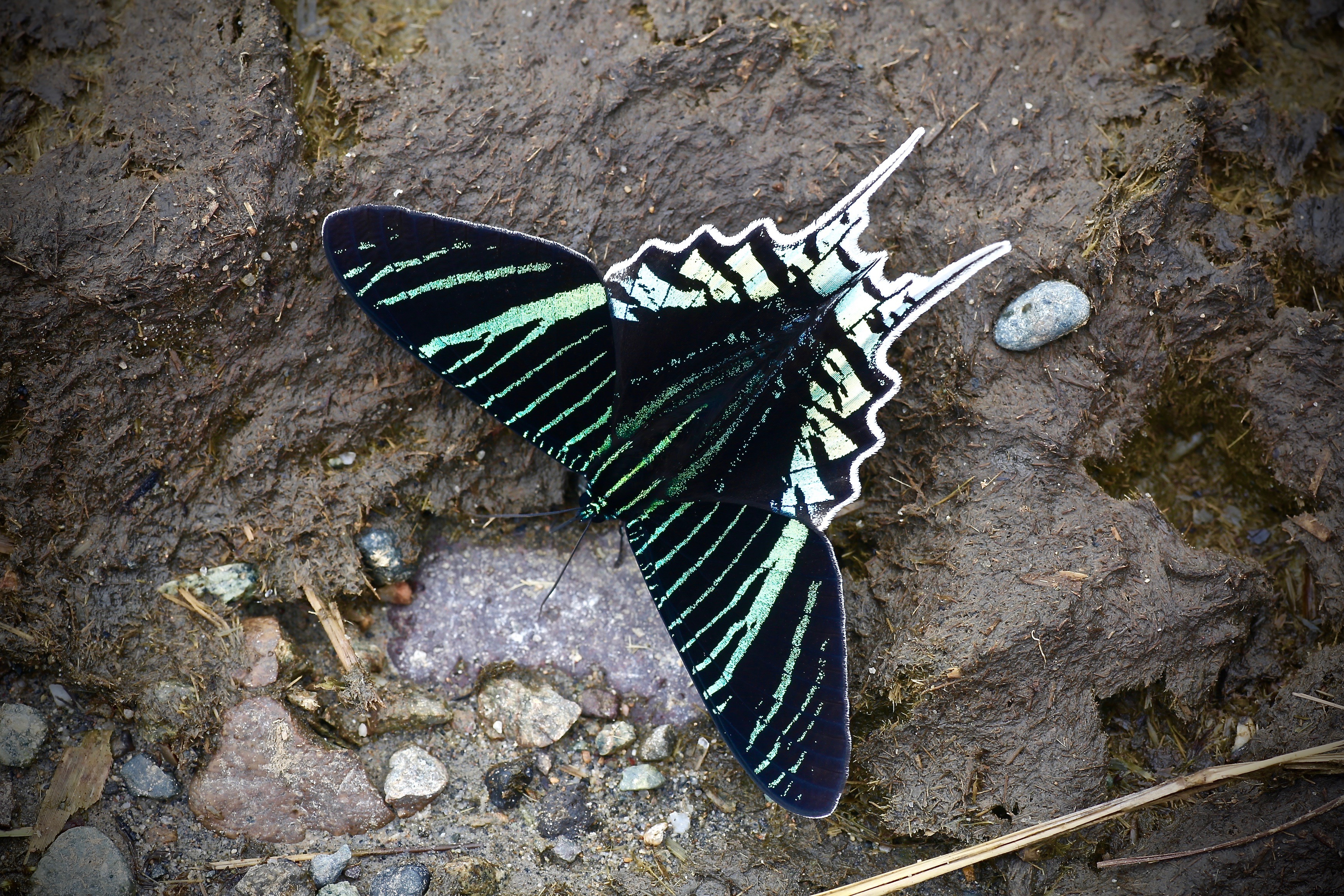
Urania leilus（燕蛾科）
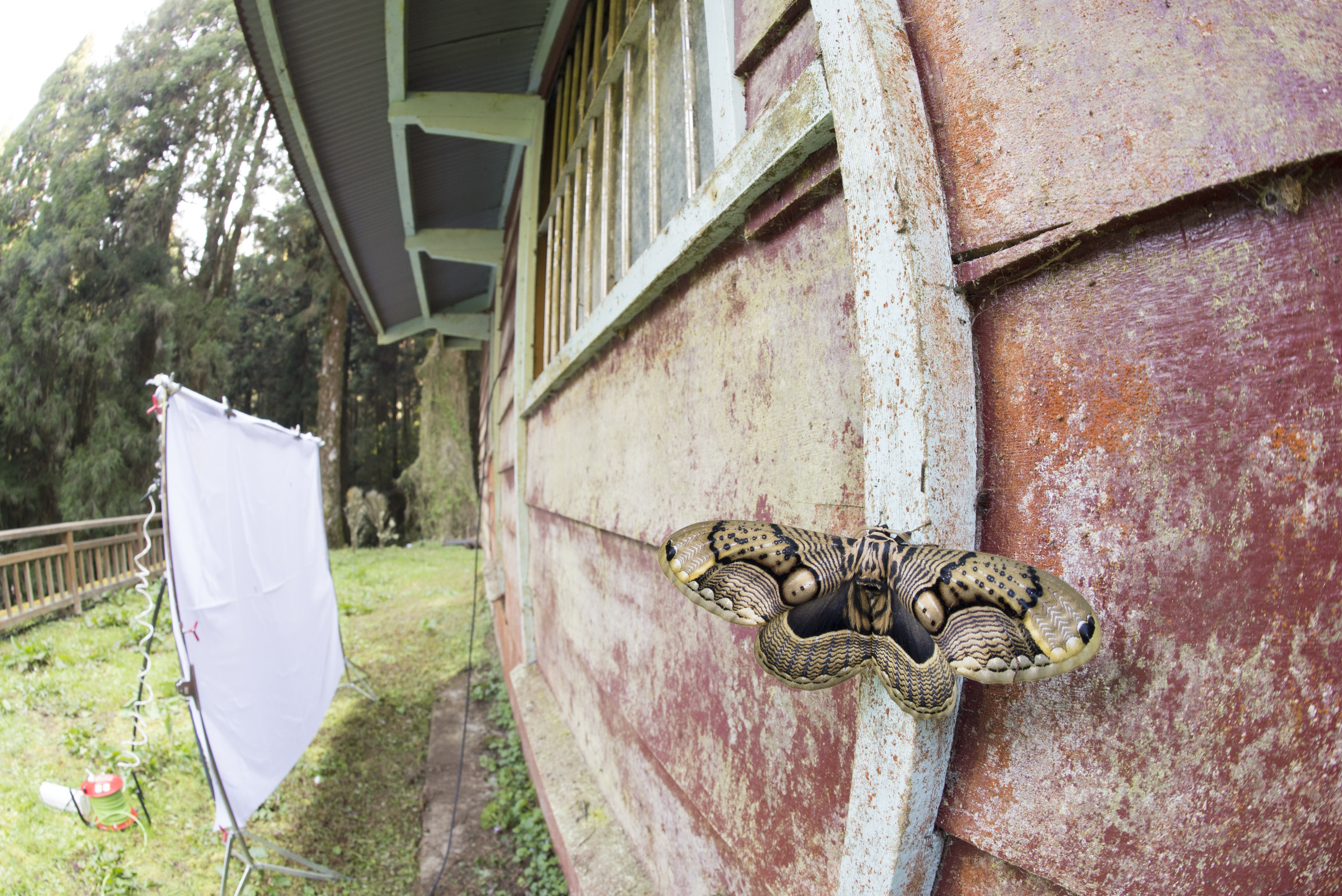
枯球籮紋蛾（籮紋蛾科）

## 延伸阅读
[在维基数据编辑]
 《欽定古今圖書集成·博物彙編·禽蟲典·蛾部》，出自陈梦雷《古今圖書集成》